# Aleksander Jakub Lubomirski
Aleksander Jakub Lubomirski herbu Szreniawa bez Krzyża (ur. 11 maja 1695, zm. 16 listopada 1772 w Dreźnie) – miecznik wielki koronny w latach 1728–1748, kuchmistrz wielki koronny od 1721, generał artylerii koronnej w latach 1746–1752, generał major wojsk koronnych od 1729 roku, generał kawalerii armii saskiej od 1745 roku, starosta pyzdrski, ratneński, bohusławski, gniewski i solecki.

## Życiorys
Był synem hetmana wielkiego koronnnego Hieronima i Konstancji Bokum.
Uczył się w szkole pijarów w Rzeszowie. W 1704 po zajęciu miasta przez wojska saskie wzięty został jako zakładnik i odesłany do przebywającej w Saksonii kochanki Augusta II Mocnego Urszuli Katarzyny Bokum. Uwolniony dopiero po przejściu Hieronima Augustyna Lubomirskiego na stronę Wettynów.
Około 1710 wyjechał na studia do Niemiec. W 1714 towarzyszył królewiczowi Fryderykowi Augustowi II do Francji.
W 1729 mianowany dowódcą Regimentu Wielkich Muszkieterów. W 1745 mianowany generałem kawalerii saskiej. W 1746 został generałem artylerii koronnej, której to rangi zrzekł się 7 czerwca 1752 na korzyść Henryka Brühla. Wziął udział w wojnie siedmioletniej, skapitulował z całą armią saską w Pirnie w 1756.
W 1726 roku został odznaczony Orderem Orła Białego, a w 1736 saskim Orderem św. Henryka.
Pochowany na Starym Cmentarzu Katolickim w Dreźnie.